# Sailing my life
『Sailing my life』（セイリング・マイ・ライフ）は、平原綾香と藤澤ノリマサによるコラボレーション・シングル。平原綾香 & 藤澤ノリマサ名義での発売となった。

## 解説
平原綾香のシングルとしては『Ave Maria! 〜シューベルト〜』から約3か月、藤澤ノリマサのシングルとしては『Domani 〜明日をつかまえて〜』から約2か月での発売となる。
「Sailing my life」はルートヴィヒ・ヴァン・ベートーヴェンが作曲したピアノソナタ第8番『悲愴』第2楽章に独自の日本語歌詞を付けて歌ったものとなる。

## 収録曲
1. Sailing my life
作詞：平原綾香、藤澤ノリマサ / 作曲：ルートヴィヒ・ヴァン・ベートーヴェン / 編曲：坂本昌之
ギャガ配給映画『オーシャンズ』テーマ・ソング
2. Air
作詞： 平原綾香、藤澤ノリマサ / 作曲：ヨハン・セバスチャン・バッハ / 編曲：坂本昌之
3. Sailing my life（instrumental）
4. Air（instrumental）

## 楽曲の収録アルバム
Sailing my life
- 『my Classics 2』